# Chiapa de Corzo (lloc arqueològic)

Chiapa de Corzo i altres llocs del període formatiu, ca. 900 ae

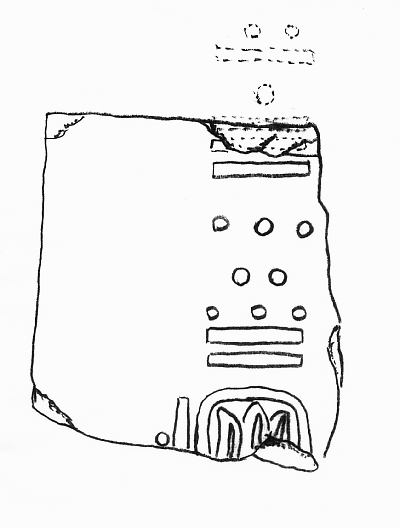
Estela 2, amb la data 7.16.3.2.13, o desembre del 36 ae, la data més antiga en compte llarg descoberta

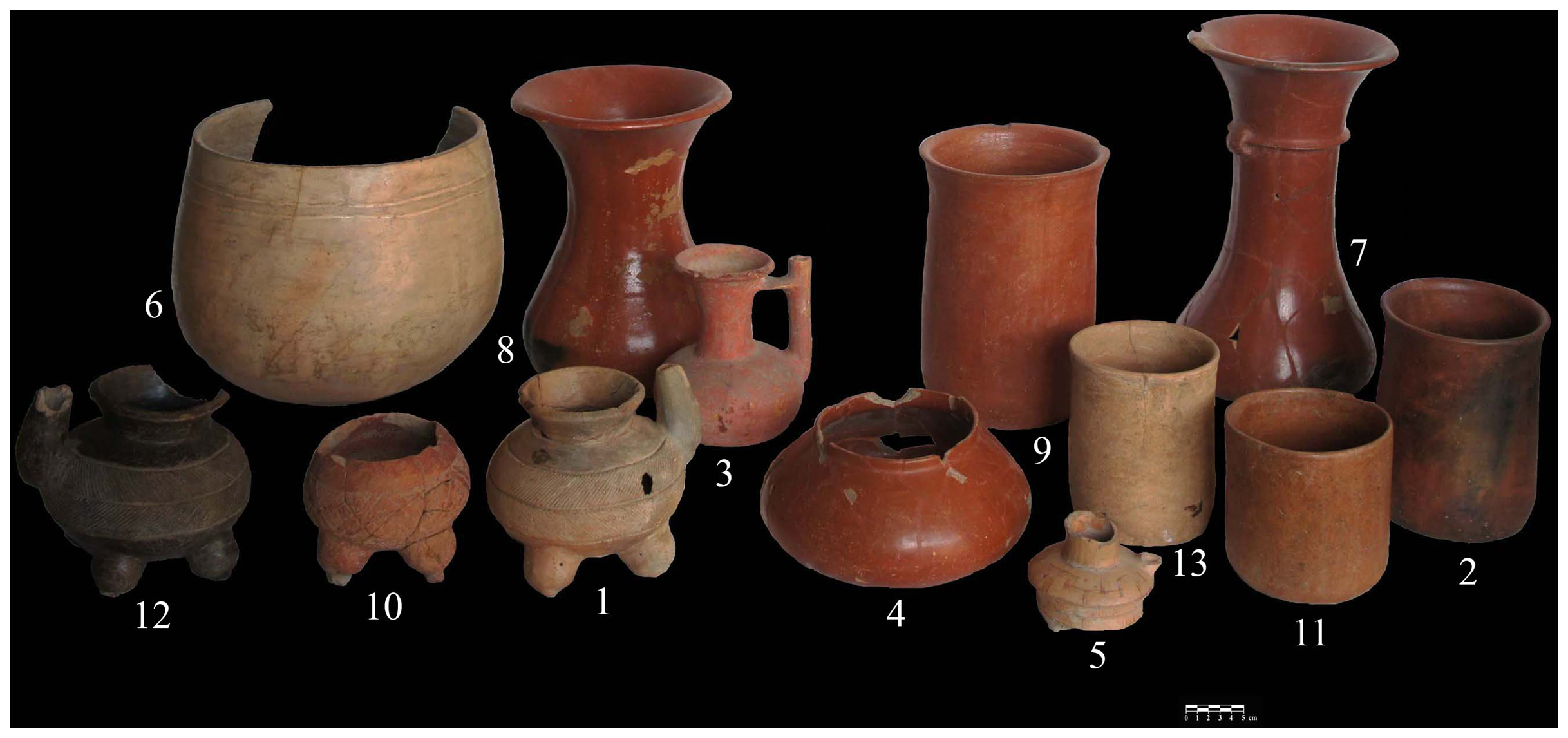

Chiapa de Corzo és un jaciment arqueològic de la Mesoamèrica precolombina, situat a les terres altes de Chiapas, a Mèxic. En el seu apogeu durant el període formatiu tardà era un nucli que controlava les rutes comercials que travessaven la vall del riu Grijalva.
El nom del lloc deriva de la localitat moderna de Chiapa de Corzo, fundada en època colonial i situada prop del jaciment.
El local presenta evidències d'ocupació continuada des del període formatiu inicial, si fa no fa al 1400 ae. Però els monticles i places del jaciment daten del 700 ae, i el temple i el palau degueren ser construïts entre el 400 ae i el 200 ae.
Al voltant del 300 ae la construcció formal començà la decadència. En aquestes dates, s'incloïen en els enterraments de membres de l'elit ceràmiques de tipus maia, tot i que les ceràmiques utilitàries mantenien els cànons tradicionals. És per això que alguns investigadors pensaren que la cultura maia exercia influència o control sobre Chiapa de Corzo, tot i que sembla haver decaigut aquesta influència maia en els primers segles de la nostra era. En aquest període els antics monticles amb plataformes es revestien amb pedra calcària i estuc.
La data més antiga en el compte llarg descoberta fins ara, desembre del 36 ae, es trobà a l'Estela 2 (que no és realment una estela, sinó més aviat un pany de paret amb inscripcions). Tot el que resta del text original és el nom del dia i els dígits 7.16.3.2.13.
Chiapa de Corzo és també notable per un fragment de ceràmica que conté el que es creu que és escriptura epi-olmeca. Datat del 300 ae, aquest fragment seria el més antic exemplar conegut d'aquest sistema d'escriptura.